# Lockheed Martin X-44A (UAV)
Lockheed Martin X-44A byl technologický bezpilotní demonstrátor vyvinutý Skunk Works společnosti Lockheed Martin.

## Vývoj
Dron X-44A vznikl poté, co byl roku 1999 ukončen program průzkumného letounu s dlouhou výdrží RQ-3 DarkStar. Přesto lze dohledat patent společnosti Lockheed na letoun, který je X-44 velice podobný a byl podaný již v roce 1996.   První let proběhl roku 2001. Existence letounu byla odhalena až roku 2018 při příležitosti výročí 75 let Skunk Works.
Letoun X-44A se nachází ve sbírkách Národního muzea Letectva Spojených států amerických poblíž Daytonu v Ohiu.

## Konstrukce letounu
Letoun X-44A je samokřídlo vybavené tříbodovým pevným podvozkem příďového typu. K jeho pohonu sloužil proudový motor Williams International F112, jehož vzduchový vstup se nacházel na horní straně trupu, výstupní tryska se nacházela před odtokovou hranou. Drak letounu byl z kompozitních materiálů. Zavalitější trup letounu plynule přecházel do šípových křídel.

## Specifikace

### Parametry
- Motor: proudový motor Williams International F112[1]
- Rozpětí: přibližně 9-10 m[2]
- Délka: přibližně 3 m[2]
- Výška: přibližně 1,5 m[2]

### Výkony[1]
- Maximální rychlost: 312 km/h
- Vytrvalost: 1,5 hodiny
- Dolet: 370 km (230 mil)